# 靳能
靳能（英語：Michael J. Kinane，1959年6月22日—），愛爾蘭裔騎師，人稱「金毛獅王」。
1976年獲得騎師執照，在愛爾蘭共獲得十三屆的冠軍騎師名銜，並曾在英國、法國、日本、香港等多地策騎，在逾十項地區頂級賽事中奪冠，2009年結束騎師生涯。
2019年獲香港賽馬會聘請為海外購馬代表，期間曾購入香港馬王「浪漫勇士」。